# Dangibari
Dangibari (en népalais : डाँगीबारी) est un comité de développement villageois du Népal situé dans le district de Jhapa. Au recensement de 2011, il comptait 7 761 habitants.